# Reinhard Zimmermann
Reinhard Zimmermann (Hamburgo, 10 de outubro de 1952) é um jurista alemão e diretor do Instituto Max-Planck para o Direito Estrangeiro e Privado Internacional. Desde 2011, ele é presidente da Fundação de Apoio à Pesquisa do Povo Alemão (Studienstiftung des deutschen Volkes).

## Vida
Zimmermann graduou-se e obteve um doutorado em direito na Universidade de Hamburgo, na qual foi assistente de pesquisa de Hans Hermann Seiler. Após sua aprovação no Segundo Exame de Estado, em 1979, se tornou pesquisador assistente de Jens Peter Meincke em Colônia. Em 1981 mudou-se para a África do Sul e assumiu a cátedra de direito romano e direito comparado na Universidade da Cidade do Cabo. Em 1988 retornou para a Alemanha e assumiu o cargo de professor catedrático da Universidade de Ratisbona. Desde 2002, Zimmermann é o diretor do Instituto Max-Planck para o Direito Estrangeiro e Privado Internacional, de Hamburgo . De 2006 a 2010, ele presidiu a Seção de Ciências Humanas e Sociais Aplicadas da Sociedade Max-Planck. Reinhard Zimmermann é Senador  da Sociedade Max-Plank. Em 2008, Zimmermann foi nomeado para o cargo de professor da Bucerius Law School, uma instituição de ensino superior alemã, de natureza particular, sediada em Hamburgo. 
Conforme dados biográficos, somaram-se ao cargo de professor catedrático em Ratisbona diversos títulos de professor honoris causa nas seguintes universidades:  
- Universidade de Chicago (Cátedra Rheinstein)
- Universidade Tulane
- Universidade Cornell
- Universidade de Stellenbosch
- Universidade de Edimburgo
- Universidade da California, Berkeley
- Universidade de Auckland
- Universidade de Yale
- Universidade de Cambridge (Cátedra  de Ciências Jurídicas A.L. Goodhart e Fellow do St John's College)
- Universidade de Oxford
- Universidade de Edimburgo

Reinhard Zimmermann integrou a Comissão Lando, a Comissão Unidroit e o Grupo de Trabalho Federal para a Reforma do Direito das Obrigações na Alemanha. 
Desde 2011, Zimmermann assumiu a presidência da Associação de Professores de Direito Civil da Alemanha. Nesse mesmo ano, foi nomeado senador do Instituto de Direito Europeu.  

## Repercussão
Seu livro The Law of Obligations: Roman Foundations of the Civilian Tradition (Oxford University Press, 1996) foi responsável por tornar seu nome internacionalmente conhecido. Escrito em inglês, o livro conseguiu unir a metodologia técnico-jurídica, o comparatismo, o Direito Romano e oferecer uma visão moderna do Direito Privado, mas com base em fundamentos históricos.
Reinhard Zimmermann, durante o período como docente na Universidade da Cidade do Cabo, atuou na resistência ao regime de segregação racial conhecido como Apartheid. Zimmermann e seus colegas tomaram posição  contra a exclusão dos negros do sistemas universitário. Na ocasião, houve dissenso sobre dois caminhos a serem seguidos: baixar o nível de exigência dos alunos negros, concedendo-lhes uma educação de qualidade inferior, ou manter elevados os padrões de qualidade do ensino, por meio de auxílio extracurricular aos alunos com maiores deficiências de formação básica. Prevaleceu a tese de Zimmermann quanto à necessidade de se oferecer um ensino igual para todos e não transigir com a qualidade. Em 2006, Zimmermann foi homenageado pela Universidade da Cidade do Cabo em reconhecimento por sua luta contra o Apartheid.

## Zimmermann na América do Sul
A primeira viagem de Reinhard Zimmermann ocorreu em 2014. Entre novembro e dezembro de 2014, ele foi professor visitante na Faculdade de Direito da Pontifícia Universidade Católica do Chile. Em dezembro desse ano, proferiu palestras na Universidade Externato da Colômbia e visitou o Brasil pela primeira vez, tendo ministrado conferência na Faculdade de Direito da Universidade de São Paulo, a convite da Rede de Pesquisa de Direito Civil Contemporâneo e do Departamento de Direito Civil da FDUSP, sobre o tema "A limitação de responsabilidade no Direito Contratual Europeu". Zimmermann foi recebido em audiência pelo reitor da Universidade de São Paulo, professor Marco Zago.
No Brasil, Zimmermann é atualmente membro da Rede de Pesquisa de Direito Civil Contemporâneo e integra o Conselho Editorial da Revista de Direito Civil Contemporâneo. Seus livros e artigos começam a ser traduzidos para o português. Seu primeiro texto publicado em língua portuguesa saiu em 2016, na Revista de Direito Civil Contemporâneo.

## Zimmermann na cultura
O escritor escocês, autor da trilogia  The 2 ½ Pillars of Wisdom, criou uma personagem inspirada em Reinhard Zimmermann, que aparece no primeiro volume intitulado Portuguese Irregular Verbs. A personagem chama-se Moritz-Maria von Igelfeld.

## Literatura sobre Reinhard Zimmermann
- Stephan Mittelsten Scheid, Reinhard Zimmermann und das römisch-kanonische Recht als Grundlage einer europäischen Zivilrechtsordnung, in: Thomas Hören (Hrsg.), Zivilrechtliche Entdecker, Beck 2001, ISBN 3-406-47962-6, Seiten 411-442.
- Vaquer, Antoni (Hrsg.): European private law beyond the common frame of reference : Essays in honour of Reinhard Zimmermann, European Law Publishing 2008, ISBN 978-90-76871-93-6.
- Die Berge lehren Demut, Welt am Sonntag vom 23. September 2012, S. 46, Interview mit Reinhard Zimmermann.
- Zu Ende gedacht, Forschung und Lehre 2012, S. 871, Interview mit Reinhard Zimmermann.
- Rodrigues Junior, Otavio Luiz. Reinhard Zimmermann na Faculdade de Direito do Largo São Francisco, Consultor Jurídico, 2014.
- Rodrigues Junior, Otavio Luiz; Rodas, Sergio.Interview with Reinhard Zimmermann and Jan Peter Schmidt. Journal of Contemporary Private Law - Revista de Direito Civil Contemporâneo. N. 2. v. 4. p. 379-413. São Paulo: Ed. RT, jul.-set. 2015
- Die Re-Europäisierung des Privatrechts, in: Jahrbuch der Max-Planck-Gesellschaft 2003, München 2003,ISBN 3-598-24930-6, Seite 95-96 (Artikel über Zimmermann als neues Wissenschaftliches Mitglied der Max-Planck-Gesellschaft).

## Publicações de Reinhard Zimmermann

### Livros
- The Law of Obligations: Roman Foundations of the Civilian Tradition, Oxford University Press, 1996, ISBN 0-19-876426-X.
- Itinera Fiduciae: Trust und Treuhand in Historical Perspective, Duncker & Humblot, 1998, ISBN 3-428-09614-2(editado conjuntamente com Richard Helmholz).
- Good Faith in European Contract law, Cambridge University Press 2000, ISBN 0-521-77-19-00(editado conjuntamente com Simon Whittaker).
- Roman Law, Contemporary Law, European Law: The Civilian Tradition Today, Oxford University Press, 2001,ISBN 0-19-829913-3.
- Comparative Foundations of a European Law of Set-Off and Prescription, Cambridge University Press, 2002,ISBN 0-521-81461-8.
- Mixed Legal Systems in Comparative Perspective, Oxford University Press, 2004, ISBN 0-19-927100-3(editado conjuntamente com Daniel Visser e Kenneth Reid).
- Historisch-kritischer Kommentar zum BGB, Mohr Siebeck, Band I 2003 ISBN 3-16-147909-2, Band II 2007ISBN 3-16-149376-1, Band III 2013, ISBN 978-3-16-150528-7 (editado conjuntamente com Joachim Rückert e Matthias Schmoeckel).
- The New German Law of Obligations: Historical and Comparative Perspectives, Oxford University Press, 2005, ISBN 0-19-929137-3.
- Jurists Uprooted: German-speaking Émigré Lawyers in Twentieth-century Britain. Oxford University Press, 2005, ISBN 0-19-927058-9 (editado conjuntamente com Jack Beatson).
- The Oxford Handbook of Comparative Law, Oxford University Press, 2006, ISBN 0-19-953545-0(editado conjuntamente com Mathias Reimann).
- Handwörterbuch des Europäischen Privatrechts, Mohr Siebeck, 2009, ISBN 3-16-149918-2 (editado conjuntamente com Jürgen Basedow und Klaus-Jürgen Hopt).
- Revision des Verbraucher-acquis, Mohr Siebeck, 2011, ISBN 978-3-16-150902-5 (editado conjuntamente com Horst Eidenmüller e outros).
- Comparative Succession Law: Testamentary Formalities, Oxford University Press, 2012, ISBN 978-0-19-969680-2 (editado conjuntamente com Kenneth Reid e Marius de Waal).
- The Max Planck Encyclopedia of European Private Law, Oxford University Press, 2012, ISBN 978-0-19-957895-5 (editado conjuntamente com Jürgen Basedow e Klaus J. Hopt).